# 渋谷天馬
渋谷 天馬（しぶや てんま、Tenma Shibuya、澀谷天馬、Shibuya'Tenma、1969年1月13日 - ）は、日本・中国・アジアを拠点に活動している日本人の俳優。文化人。

## 人物
埼玉県出身、1989年アメリカに留学。1993年より俳優の道を志す。養成所を経て日本で多くの映画・TV・舞台に出演する。2006年、中国に渡る。以降香港映画『イップ・マン 序章』、中国ドラマ『借槍』で個性的な悪役を演じ中国での知名度を上げる。2010年に『金陵十三釵』に出演。2014年上映の台湾映画興行収入史上1位の『KANO 1931海の向こうの甲子園』に出演、2017年放送のロシア国営放送局ドラマ『Sorge』に出演、2018年には中国、米国、韓国3か国合作映画『エア・ストライク』で劇中唯一の日本人メインキャストとしてゼロ戦闘機パイロット役佐藤を演じる。現在までに日本・米国・中国・香港・台湾・ロシアなどで100作品以上の映画、舞台・ドラマに出演しアジア（中国語圏）で著名な日本人俳優となる。その他シンガーソングライター、映画プロデューサー、文化交流活動家の顔を持つ。またアメリカ・オレゴンの高校でボランティアとして日本語講師を務めて以来外国人への日本舞踊教室や国際文化交流イベント主催など25年間国際文化交流活動を続けている。2009年にNPO法人日中文化交流推進会を設立。現在は同NPO理事長兼中国北京支部長として日中の文化交流活動を続けている。

## 来歴

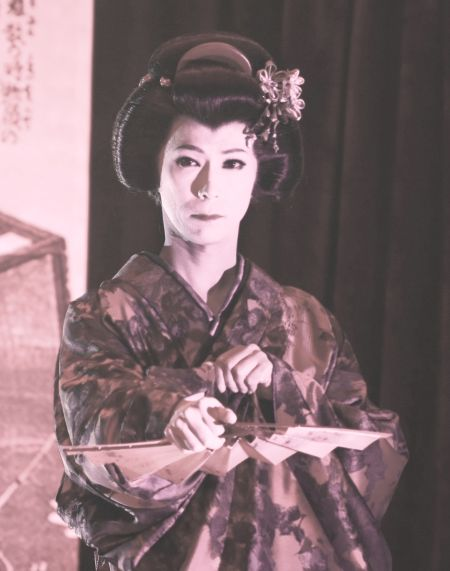
日本舞踊を踊る渋谷天馬

1993年、渋谷天馬は演劇の世界に足を踏み入れる。NYアクターズスタジオと提携していたUnited Performers Studioの演出家奈良橋陽子のレッスンに通いActing Methodを学ぶ（渋谷天馬はその後も長くActing Methodを基本とするワークショップ等に通い現在の彼の演技法の基礎になっている）。その後映像の専門学校映像塾の俳優科に在籍し映像演技を学んだ。この頃の渋谷天馬は演技養成所以外にも西川一馬に師事し日本舞踊を、AKミュージックにて歌劇、シャンソン、ポップスなどのボーカルメソッドを学ぶ。また音楽では自らギターを弾き作詞作曲もするようになっていく。多くのインディーズ映画にも出演し自分の演技スタイルを構築していく。この時期映画制作も経験している。この頃の渋谷天馬は常に自分のスキルを磨いていた。
1995年『サディスティックソング』（中村幻児監督）で映画初出演。1997年東京バレエ団の『ボレロ』（溝下司郎演出）のダンスアンサンブル、日本舞踊創作公演『小夜姫草紙』、1997年ミュージカル『アニーよ銃をとれ』（小池修一郎演出）に演出部スタッフとして参加。1998年舞台『ロミオとジュリエット』（蜷川幸雄演出）に出演。また同時期1997年から98年にかけて日本全国8箇所で公演された環境保護をテーマにした劇団ふるさときゃらばんのミュージカル『クマゴンの森』に主演。その後もインディーズ映画、小劇場舞台など多数出演する。2001年『荒ぶる魂たち』（三池崇史監督）に組長補佐役として出演、2004年世界配給されたフルCG アニメーション映画『Apple Seed』（荒牧伸志監督）ではモーションキャプチャーアクターとして参加。クレジットには敵役のウラノス将軍としてキャスティングされているがそれ以外にも劇中のメカドクターや裏切り者の隊員、バーでケンカする男なども演じている。
2006年、中国北京に渡るが中国語はほとんど話せず始めは語言大学の漢語班で中国語を学ぶ。半年後中国で初めてのドラマ『草原春来早』に歴史上の人物金井章二役で出演する。2007年映画『飛虎隊諜戦』に出演、キャストクレジットには主役につぐ2番めに名を連ねる。この映画は2年後中国国営放送映画専門チャンネルCCTV6にて最も再放送の多い映画となる。2008年『イップ・マン 序章』（ウィルソン・イップ監督）に佐藤役として出演。この映画は2009年の香港映画祭にて最優秀作品賞を受賞し中国大陸でも大ヒットとなりヒールを演じた渋谷天馬は演技の評価とともに知名度も高まる。
2010年、中国東北部チチハルにて零下30度の中撮影された映画『神鶴』にメインキャストとして出演。つづいてTVドラマ『借槍』に出演。このドラマは翌年の中国全国視聴率第一位で当時の報道によれば中国TV史上最も高く売れたドラマとある。渋谷天馬はこのドラマで印象的な役加藤を演じ注目される。2009年の映画『イップ・マン 序章』とともに中国における渋谷天馬の代表作となり渋谷天馬はこの作品以降中国大陸で著名な日本人俳優の一人となる。2012年ドラマ『大戯法』でそれまでの役柄とは全く違うマジシャン武藤を演じる。劇中では20代から40代までの時間経過と20代の純真な青年、女性の踊り手、舞台上のマジシャン、お婆さん、気が狂った男など数多くのキャラクターをすべて渋谷天馬本人が演じその演技力が業界でも話題となる、また渋谷天馬はこのドラマの全40話すべて中国語の台詞で演技している。
2012年、モントリオール映画祭のFocus on World Cinema部門に正式出品された『咆哮無声（Hushed Roar）』に助演として参加する。役どころは戦争のトラウマに悩まされ痴呆症にもなってしまった父を持つ男性でそれまでの中国での出演作品とは全く違い、自分も低血糖を患いながらも父の介護を続け恋人との結婚に踏み切れないナイーヴな男性を見事に演じる、また渋谷天馬はこの映画の中国でのシーンはすべて英語の台詞で演技している。この映画の張プロデューサーはそれまでサイキックで暴力的なイメージの渋谷天馬をこのナイーヴな男性役に起用した理由としてTVドラマ “生死線”でのたった数シーンの嫌味でコミカルな演技を見て決めたと言い劇中の渋谷天馬の演技にはとても満足している。またこの映画の渋谷天馬の評価として主役の李立群は「現場で渋谷天馬を見かけるといつも彼はすでにその役になりきっていた。自分に厳格で真面目に芝居に取り組んでいるだけでなく芝居をしていない時でさえ彼は常に役を研究している優秀な俳優だ」と称し、ヒロインの劉雲は「渋谷天馬さんは中国語が上手なだけではなく、この映画の撮影中は私の英語の先生でした」と語っている。
2013年、自身初の台湾映画『KANO 1931海の向こうの甲子園』に出演。馬志翔監督は香港映画『イップ・マン 序章』の渋谷天馬の演技を見て出演をオファーしたとされる。渋谷天馬は脚本を読んですぐにこれを快諾し中国大陸からの唯一の日本人キャストとして参加しておりエンドクレジットには“友情出演”と付け加えられている。2014年放送の『小宝和老財』にて渋谷天馬は中国で初のコメディードラマに出演。渋谷天馬は台湾映画『KANO』の出演のため台湾滞在中だったが『小宝和老財』の尚敬監督から1日だけの友情出演を要請され『KANO』の撮影の間に一時北京に戻り出演する。引き受けた役はわずか4シーンで撮影も半日で終了するものだったが「第二次大戦末期中国に駐在していた日本人将校が戦局が厳しくなったため南方へ派遣される前夜敗戦確実の日本に絶望しヒロインを殺してしまう」という役柄をコミカル且つ悲哀を持って演じ中国のBBSなどで反響を呼ぶ。このドラマは全46話にもなるがたった4シーンの出演にもかかわらず渋谷天馬は友情出演としてメインキャストにクレジットされている。
その後も渋谷天馬は中国ドラマ『烽火双雄』（2013）、『郵差』（2015）、『鉄在焼』（2015）を通して中国における自分の役柄の幅を広げ続ける。『烽火双雄』（2013）では大学時代からの恋人を物語の最後で戦場で死なせてしまい自分も自決する青年将校を）、『郵差』（2015）では恋仲の諜報員の女性を殺されその復讐に燃える情報部高官役を、『鉄在焼』（2015）ではスパイの中国人男性を弟のように慕い、一人の中国人女性を愛して求婚までするがその女性がスパイだとわかり葛藤の中で銃を向ける将校役を演じた。視聴者はこれらのドラマをとおして渋谷天馬の演じた役のそれぞれの感情や性格がこまめに創造されているのを見ることができた。これらのドラマの時代設定はすべて第二次大戦中で渋谷天馬の演じた日本人役の身分はすべて軍人だが一人の女性を真摯に愛し続け悲劇に終わるという中国の日本人役では比較的珍しい役柄を演じており以前の暴力、狂気、コメディーから更に役の幅を広げている。
2015年渋谷天馬は更なる機会を求めて北京電影学院の卒業制作映画『晩風』に主演する。制作段階でアドバイザーとしても加わり、学生たちと一緒に仕事するのを楽しんだ。渋谷天馬は商業映画にこだわらず脚本やスタッフの才能や熱意で出演をきめており、予算の規模やは役柄の大小も全く気にせず友情出演も多い。
渋谷天馬は監督や撮影クルーとのコミュニケーションを大切にしており、一度一緒に仕事をしたスタッフに繰り返し声をかけられることも多い。2012年に出演した『咆哮無声（Hushed Roar）』の蕭鋒監督もその一人であり2015年同監督の『エア・ストライク』にメインキャストとして出演する。この作品は予算70億円の大作で中米韓合作により製作されアメリカの有名俳優メル・ギブソンがアートディレクターをつとめている。キャストはリウ・イエ、ファン・ビンビン、チェン・ダオミン、ファン・ウェイ（中国）、ニコラス・ツェー、ウィリアム・チャン、サイモン・ヤム（香港）、チャン・チュンニン（台湾）、ブルース・ウィリス、エイドリアン・ブロディ（米国）、ソン・スンホン（韓国） など多数の実力派有名俳優が出演しており、渋谷天馬は日本人唯一のメインキャストとして零戦のチーフパイロット役佐藤として出演している。劇中の渋谷天馬の役はは戦闘機による空中戦など全編フルCGで撮影されるためグリーンバックのスタジオでコックピット内に座りしかも無対象で細かい表情など微妙な演技が要求された。
2018年、渋谷天馬はアクション映画『The Vindicator』（リー・ビン監督、グー・シャンウェイ、タン・イエン主演）に助演として出演する。劇中では銃と日本刀の激しいアクションを主役のグー・シャンウェイとこなしている。
2019年、第76回ベネチア国際映画祭の正式出品された映画『サタデー・フィクション』（コン・リー主演、マーク・チャオ、オダギリジョー、パスカル・グレゴリー、トム・ヴラシア出演）に渋谷天馬は客演している。この映画は中国で数少ないアート系監督として活躍しているロウ・イエが監督しており、渋谷天馬は長年憧れていたコン・リーと一緒に仕事ができたことで充実した時間を過ごすことができたと語っている。
現在中国のテレビドラマにおいて渋谷天馬をよく目にすることができる。2015年の秋には新作、再放送のドラマを含め5本の出演作品が同時期に毎日放送されていたこともあった。最近のドラマ『鉄在焼』をみた視聴者は愛した女性を殺さなければならない複雑な心理描写を賞賛している。
2016までに渋谷天馬は日本、米国、中国、香港、台湾、ロシアにおいて100本以上の作品に出演しており特に中国語圏で著名な日本人俳優の一人である。

## 出演

### 映画
- 「サタデー・フィクション（蘭心大劇院）」ロウ・イエ監督（中国）[31][32]
- 「The Vindicator」リー・ビン監督（中国）[29][30]
- 「エア・ストライク」蕭鋒監督（中国）[34][35]
- 「給個理由先2，3」 王強監督（中国）[36][37]
- 「晩風」 闞若涵監督（中国）
- 「KANO 1931海の向こうの甲子園」馬志翔監督（台湾）
- 「咆哮無声」（英語題：Hushed Roar） 蕭鋒監督（中国）
- 「金陵十三釵」 張芸謀（チャン・イーモウ）監督（中国）
- 「成成烽火・絶殺」 李才監督（中国）
- 「小小飛虎隊」 銭暁鴻監督（中国）
- 「鉄血江橋」 張玉中監督（中国）
- 「飛虎隊諜戦」 リー・シュー監督（中国）
- 「闘牛」 グアン・フー監督（中国）
- 「夜襲」 アン・ラン監督（中国）
- 「イップ・マン 序章」 ウィルソン・イップ監督（香港）
- 「額爾古納河右岸」 楊明華監督（中国）
- 「喋血孤城」 沈東監督（中国）
- 「神鶴」 王建為監督（中国）
- 「不文大捜査」 張英華監督（香港）
- 「荒ぶる魂たち」 三池崇史監督
- 「APPLESEED」 曽利文彦、荒牧伸志監督
- 「サディスティックソング」 中村幻児監督
- 「元気の神様」 中付幻児監督
- 「まむしの兄弟」 村川透監督
- 「広島やくざ戦争鯨道」 市川徹監督
- 「ゾンビ極道」 佐々木浩久監督
- 「ミナミの帝王」 萩庭貞明監督

### TVドラマ
- [Sorge] Sergey Ginzburg監督（ロシア）
- [郵差] 何流、白楊監督（中国）[15][16]
- [鉄在焼] 劉新監督（中国）
- [二十四道拐] 張玉中監督（中国）
- [烽火双雄] 金良言監督（中国）[38][39][40]
- [神秘人質] 邵警輝監督（中国）
- [好家伙] 簡川訸監督（中国）
- [大抉擇] 高進軍監督（中国）
- [小宝和老財] 尚敬監督（中国）
- [大戯法] 鍾少雄（香港）、曾暁欣（中国）、王碩（中国）監督
- [借槍] 姜偉監督（中国）
- [懸崖] 劉進監督（中国）
- [節振国伝奇] 雷献禾監督（中国）
- [幸福満屋] 賈一平監督（中国）
- [智者無敵] 簡川訸監督（中国）
- [神秘人質] 邵警輝（台湾）監督
- [好家伙] 簡川訸監督（中国）
- [我是伝奇] 徐宗政監督（中国）
- [川軍団血戦到底] リー・シュー監督（中国）
- [生死線] 孔笙監督    中央電視台（中国）
- [楊貴妃秘史] 大伴古麻呂 役 尤小剛監督（中国）
- [地道英雄] 丁黑監督    中央電視台（中国）
- [草原春来早] 王涛監督    中央電視台（中国）
- [雪豹] 陳皓威監督（中国）
- [平和啓示録] 周友朝監督　中央電視台（中国）
- TBSドラマ 「高原へいらっしゃい」
- TBS月曜ドラマミステリー「血痕」
- TBS水曜プレミア「医療少年院物語」
- NHK 「私が子供だったころ」再現VTR （北京ロケ）

### 舞台
- 「ロミオとジュリエット」 蜷川幸雄 演出
- 「皇帝ジョーンズ神の庭園」 原田一樹 演出
- 「小夜姫草紙」 二代目西崎緑 演出

### ミュージカル
- 「クマゴンの森」 石塚克彦 演出

### バレエ
- 「ボレロ」 溝下司朗 演出 東京バレエ団

### テレビバラエティ
- 「対話」CCTV 中国中央電視台）

### ラジオ出演
- 「我在北京」ゲスト出演

### ナレーション・吹き替え
- PV《快楽淘宝》湖南電視台-タオバオネット（淘宝網）(中国収録)
- TV CS放送 体験☆北京ペキンPEKIN！全16回放送 (中国収録)
- TV CS放送 体験☆北京ペキンPEKIN！2 全16回放送 (中国収録)
- TV BS放送 中国麺ロードを行く 　全16回放送 (日本、中国収録)
- VP Cannon (中国収録)
- VP Sharp携帯 (中国収録)
- VP中国　連雲港　VP (中国収録)
- VP中国　金門橋　VP (中国収録)
- CGアニメ「Japanimation」 四役 （アメリカ収録）
- 映画　　「東風雨」　　吹替え　藤木役　(中国収録)
- ドラマ　「中天懇剣」　吹替え　高橋役　(中国収録)
- ドラマ　「雪豹」　　　吹替え　山本役　(中国収録)
- CGソフト「水滸伝」（日本収録）
- ep 放送・番組紹介 （日本収録）

## 広告キャラクター・スポークスマン
| 2017年 2月    | 香水ブランドRE CLASSIFIED “涩谷天马用香氛阐释古希腊哲学”  | [ 42 ] [ 43 ]                             |
| 2015年 6〜7月 | アフリカンアートブランド “African Symbol”                 | [ 44 ] [ 45 ] [ 46 ] [ 47 ] [ 48 ] [ 48 ] |
| 2015年 7月    | “融貫中西——朝鴻絵画芸術三階段及個人蔵品展”                |                                           |
| 2015年 4月    | “飲鹿池芸術区工筆画展”                                    |                                           |
| 2014年 5月    | 北京財富中心千禧公寓 アートスペースとアートライフスタイル | [ 49 ] [ 50 ]                             |
| 2014年 3月    | アンティークアクセサリーブランド “House Of Willow ”       | [ 51 ] [ 52 ]                             |
| 2013年 7月    | “栄•遇”画展                                               |                                           |

## 文化活動

### 特定非営利活動[NPO]法人 日中文化交流推進会
特定非営利活動[NPO]法人 日中文化交流推進会を創設－現理事長
＜特定非営利活動[NPO]法人 日中文化交流推進会＞ 文化交流推進活動

2007年4月 
北京にて“特定非営利活動[NPO]法人 日中文化交流推進会”の前身“日本文化交流会”を設立。この会は日頃北京で日本の文化に関わる活動をしている人及び団体のプラットホーム的な連絡機構として、また文化活動を通して日中の相互理解をさらに深めることを目的として創設された。呼びかけ人は自身も北京において日本舞踊同好会を運営している渋谷天馬、発足当時のメンバーは主に日本文化に携わる人々で、茶道、華道、合気道、空手、日本舞踊、漫画・アニメ、ストリートダンス等さまざまの分野からあつまる。
2007年5月
第1回交流会を開催。参加者は13名、実際に日本文化に関わる活動を日頃から熱心に行っている人々。以後の会のあり方、運営の仕方などを話し合うと共に親睦を深める。
2007年6月  
第2回交流会を開催。この会発足の報告と、会の趣旨の理解を求めるため北京の国際交流機関、大学・学校関係者、一般企業の方、その他新聞・雑誌・テレビなど報道関係者に声をかけ参加してもらう。参加者は35名。またこの回より日本の文化活動をしている人に講師をしてもらいそれぞれの日本文化に関する分野でデモンストレーションと講義を行う。この日は日本舞踊と漫画・アニメについて行った。
2007年7月
日本語雑誌との連携で“日本文化を広める”のタイトルで特集を組む。この企画には全面的に協力し北京の大学生を募り“華道体験教室”と“着付け体験教室”開催する。
2007年11月
第3回交流会を開催。前2回の交流会に参加していただいた方の他に更に学生、特に日本語科の大学生に声をかける。そのため日曜日の午後の時間帯に開催、お茶を飲みながらのサロン形式にする。この日の日本文化に関するデモンストレーションと講義はストリートダンスと着付けで参加者は日中ちょうど半分ずつで36名。
2008年2月　
会の名称を“日中文化交流推進会”と改名しさらに組織化をはかる。また日本大使館広報文化センターや中国国際友人研究会とも連携し今後の活動より活発にしていく。
2008年2月
北京第二外国語学院にて行われた大学生の為の日本への留学説明会おいて在中国日本大使館の依頼で日本文化についての講演及びワークショップを行う。
2008年2月
北京桜花日本語学校にて日本の伝統芸能・伝統文化についての講演及びワークショップを行う。
2008年3月〜4月
日本大使館 広報文化センター、国際交流基金会の協力のもと当団体主催で“第一回日本文化紹介講座”を開催する。
日本文化紹介講座（全4回それぞれテーマ別に分けて開催）
1日目 テーマ：服装‐和服・現代ファッション
2日目 テーマ：舞踊‐日本舞踊・ストリートダンス
3日目 テーマ：武道‐剣道・空手・合気道
4日目 テーマ：ポップカルチャー‐マンガ、アニメ・J-POP
この講座は主に普段、日本や日本文化に接する機会のない中国の学生、社会人を対象に、広く参加者を募集し参加料はすべて無料、また講師もすべてボランティアで講座を行った。また運営スタッフ及び講師陣の選定のほとんどは当団体によるものである。
2008年7月
日本観光振興機構の主催する中国人への日本旅行を奨励するイベント“零距離キャンペーン”に参加。
2008年9月
日本大使館 大使公邸で行われた“日中交流功労者・関係者との懇親・謝恩会（「感謝」する会）”のため大使館より要請を受け当団体が“盆踊り”を企画・準備・実施を担当する、当団体の組織した盆踊りの踊り手は日中男女、子供から大人まで約40人。
この日の招待者は以下のとおりで250名以上が参加。
中国中日関係史学会、中日新聞事業促進会、中国国際友人研究会、欧米同学会・留日学人活動station、北京市日本語教師の会等。
（注）徐敦信、楊振亜等他元駐日大使や王効賢等も招待する。
- 中日友好病院
- 映画、音楽、劇場関係者
- 北京オリンピック・パラリンピックのボランティア
- スポーツ関係者（日本留学した元バレーボール代表選手等）
- 月旦中学校（高校生交流に貢献）、花家地小学校、日本武道サークルの中国学生

日本側
- 日本商会、日本人会、JICA、JBIC、国際交流基金、CLAIR、JNTO等関係機関。
- 矢野浩二（俳優）、菊池圭介（五輪テーマ音楽を作曲）等文化人
- 植林（高見邦雄：著書「ぼくらの村にアンズが実った」）等社会貢献活動者

2008年9月
北京市朝陽公園で行われた観光祭りに参加協力。
2008年9月
当団体の東京本部のコーディネートにより中国、長春の日本国際交流基金の施設“ふれあいの場”にて着付け講座を開催する。
2009年3月〜6月
日本国際交流基金・日本文化センターと当団体の共催及び日本大使館・中国国際友人研究会の協力で“第二回日本文化紹介講座”を開催。
全4回それぞれのテーマ
第1日目：アニメ・J-POP
第2日目：お茶・和菓子
第3日目：ファッション・メイク
第4日目：建築・生活デザイン
第5日目：日本酒・日本料理
2009年5月
北京大学日本人会と中日交流協会との共催による第二回日中交流文化祭のために自身の組織した舞踊グループ“天馬会”を指導し参加させる。
2009年6月
日中文化交流推進会をNPO団体化するために東京都庁に書類を提出する。
2009年7月
会長を含む東京本部のメンバーで親睦会を行う。今後の活動や運営管理などについて話し合う。
2009年8月
ボランティアさんたちと当会会員の交流会を開催する、今後の活動の要望など意見交換する。この日集まったボランティアさんは20人。募集に集まったボランティアスタッフは学生、社会人、定年退職者とさまざま。
2009年10月
雑誌Wheneverの漫歩が主催する日中文化交流イベントに参加。
2009年10月
大使公邸で行われた栗原小巻代表率いる日中文化交流協会の訪問団のみなさんとの
懇談会に出席。
2009年11月
中国における日本文学研究の第一人者李徳純氏との面会を果たす。李氏は文化交流活動にも熱心で、今後文学についての日中文化交流について話し合う。
2009年11月
少数民族を題材とした映画“额尔古纳河右岸”を日本の少数民族支援NPO団体ユーラシアンクラブに紹介、撮影現場取材打ち合わせをコーディネートする。以後日本でのこの作品の上映、イベントなどについて話し合う。マイナス20度のロケ現場にて。当時のエベンキ族の住居を再現したセット内で会談を行うユーラシアンクラブの理事と映画監督の楊氏。三者にて今後も協力していくことを約束する。
2012年5月17日 
北京理工大学を訪問する。『映画文化漫談』と言うテーマの交流講座イベントを行う。当会会長の渋谷氏が、自分の20年間以上の芸能活動の経歴を巡って語りながら、生徒たちと交流。
2012年7月28日 
《日中国交正常化40周年》 日中文化交流プロジェクト“Souka! – 搜卡！”Vol.1
「体験談を聞いて日中両国の理解を深める交流会」を主催する。
後援は在中国日本国大使館・中国中日関係史学会。
第一回“Souka!”の講師
　 
◎日本滞在歴のある中国人：　劉新華　先生  
　[略歴：職業、画家。天津大学大学院、京都芸術大学大学院卒。美学博士。
日本滞在歴約30年、日本に永住権を持つ。中国国家画院工筆重彩研究中心執行主任。
現在は天津大学工筆重彩研究所で所長をつとめ学生たちの指導にあたっている。]

◎中国滞在中の日本人：宮内雄史　先生 
　[略歴： 1966年に大学へ入学し第二外国語に中国語を選んだのが中国との縁の始まり。
総合商社に入り、主に中国関係業務に従事。初訪中は1976年。北京に2回、上海に1回駐在。
2007年より東大北京代表所所長を勤める。]
暴雨にもかかわらず、100人余りの参加者が来てくださいました。
2012年10月 
日中国交正常化40周年イベント「2012中日交流博覧会」
（主催：中国国際商会、日本国際貿易促進会）に参加する。
会場の特設ステージにて当会による日本舞踊の発表と紹介。
2013年3月 
当会主催古流美・青会による日本のいけばな展と体験講座。
以降毎年春に同様の会を行っており、2015年は日本大使館後援、中国中日関係史学会協力にて開催。
講師は今回のイベントのために長野県からいらした古流美・青会の師範の上條美智子先生と王仲青先生（北京在住）。展覧会、体験セミナーの出席者は200人超え大いに盛り上がり大成功。
CRI中国国際放送、Web Magazine “Woman of Chiana”などでも紹介される。

### 北京日本舞踊同好会
- 北京日本舞踊同好会を設立。2008年5月より週に一度日本舞踊の教室を開いている。弟子は日本人と中国人が半々。

2008年　
- 漫歩日中文化交流イベントに天馬会として踊りを披露。
- 日本大使館 大使公邸で行われた“日中交流功労者・関係者との懇親・謝恩会

（「感謝」する会）”のため大使館より要請を受け当団体が“盆踊り”を企画・準備・実施
を担当する、
当団体の組織した盆踊りの踊り手は日中男女子供から大人まで約40人。
2009年　
- 悠唐日中文化交流イベントに天馬会として踊りを披露。
- 北京大学日本祭りに天馬会として踊りを披露。

## その他の活動
- 北京の日本語雑誌 Super City 5月号で活動紹介される
- 日中の大学生の交流会（北京）にて、日本の伝統芸能の紹介として日本舞踊を踊る。
- 2008年北京オリンピックの日本関係者指定病院になっている中日友好医院の特別日本語講座の講師。
- 北京日本人学校の児童に運動会の踊りの振り付けをする。約1時間、自分の体験談を交えた講義を実施。
- 北京のラジオ局中央広幡台の番組「我在北京」にゲスト出演、外国人として日中文化の違いなどについて語る。
- 日本大使館文化広報センターや第二外国語学院などで日本古典舞踊の特別講座を行う。
- 日本観光振興機構主催のイベントにて日本舞踊を踊る。